# Edmund Peterson
Edmund Peterson war ein estnischer Fußballspieler.

## Karriere
Für die Estnische Nationalmannschaft kam Edmund Peterson im Juni 1931 zu einem Einsatz im Länderspiel gegen Finnland. In dem Spiel das im Töölön Pallokenttä von Helsinki ausgetragen wurde, und mit 3:1 für die Finnen endete debütierte Peterson zusammen mit Julius Kaljo in der Nationalelf.
Im Jahr 1931 spielte er zudem für den Tallinna JK in der Estnischen Meisterschaft.